# Epigynopteryx fimosa
Epigynopteryx fimosa är en fjärilsart som beskrevs av W. Warren 1905. Epigynopteryx fimosa ingår i släktet Epigynopteryx och familjen mätare. Inga underarter finns listade i Catalogue of Life.